# Jorge Sampaio
Jorge Fernando Branco de Sampaio GColTE • GColIH • GColL (Lisboa, São Sebastião da Pedreira, 18 de setembre de 1939 – Oeiras, Carnaxide, 10 de setembre de 2021) va ser un polític portuguès que va exercir el càrrec de president de la República Portuguesa, entre 9 de març de 1996 i 9 de març de 2006.

## Infància i joventut
Fill del metge Arnaldo Sampaio i de Fernanda Bensaúde Branco (filla de Fernando Branco, antic Ministre dels Negocis Estrangers i de la Marina de la Dictadura Nacional (1928-1933), i de la seva dona, Sara Bensliman Bensaúde, aquesta, per la seva banda, besneboda de l'industrial de tabacs José Bensaude, d'ascendència judaica). Va néixer a la maternitat fundada pel seu besoncle, Abraão Bensaúde, a la Rua de la Beneficência, a Lisboa. Era nebot de l'escultor António Duarte i germà del psiquiatra Daniel Sampaio.
Va viure amb la família a Sintra fins i tot als quatre anys. El 1944, passa a viure a casa de l'àvia, Sara Bensaúde, i entra pel jardí-escola Queen Elizabeth’s Kindergarten & Junior School, a la zona de São Bento, a Lisboa, on va tenir com professora l'actriu Mariana Rey Monteiro. Per imperatiu de la carrera del pare, que rep una borsa per estudiar salut pública a la Universitat Johns Hopkins, es canvia amb la família a Baltimore, als Estats Units, el 1947. Va freqüentar, durant un any, l'escola pública americana i el Conservatori Peabody. Es va inscriure a la YMCA, on va fer estudis musicals i va practicar esport.
El 1949, després de suspendre en l'examen d'admissió al Col·legi Militar, entra al Liceu Pedro Nunes, a Lisboa. El 1952, passa vacances a Londres, on el pare feia investigació científica, assistint a un debat a la Cambra dels Comuns, experiència que el va marcar molt. El 1953, es transfereix al Liceu Passos Manuel, també a Lisboa, on va tenir com professors José Hermano Saraiva i Joel Serrão i on conclou els estudis secundaris. El 1956, és admès a la Facultat de Dret de la Universitat de Lisboa, on es va llicenciar el 1961. El seu nom es troba a la llista de col·laboradors de la publicació acadèmica Quadrante (1958-1962), publicada per la AAFDL.

## Carrera professional
Després de concloure la llicenciatura en Dret, s'inscriu en l'Ordre dels Advocats i inicia la seva carrera professional com advocat estudiant en pràctiques, en l'oficina de José Olímpio, acabant les pràctiques el 1963. Es converteix en un advocat especialitzat en matèries de propietat industrial, aconseguint diversos clients nacionals i internacionals, d'ahí tragué ingressos amb vista al seu sosteniment econòmic. L'advocacia el va dur a enredar-se, pro bono, en la defensa de presos polítics, sent convidat per Mário Soares per defensar un dels acusats del cas de la Revolta de Beja contra l'Estat Nou. El 1965, viu als Estats Units durant prop de quatre mesos, en l'àmbit d'una borsa de Foreign Leader Program, assistint als discursos d'Edward i Robert Kennedy, que exerceixen sobre ell gran influència, al Senat, a Washington, DC.
Amb Júlio Castro Caldas, es va ajuntar, el 1977, a la societat d'advocats formada a la dècada de 1970 per José Vera Jardim, Jorge Santos i José Macedo i Cunha, donant origen a la Jardim, Sampaio, Caldas i Associats, la qual adopta, actualment, la denominació de Jardim, Sampaio, Magalhães i Silva & Associats. També va tenir funcions directives en l'Ordre dels Advocats.

## Carrera política

### Abans del 25 d'abril de 1974
Va iniciar la seva carrera política en l'altura en que era estudiant a la Facultat de Dret de la Universitat de Lisboa. Enredat en la contestació al règim salazarista, va donar suport a la candidatura d'Humberto Delgado a la Presidència de la República, encara que no pogués encara votar, i va ser president de l'Associació Acadèmica de la Facultat de Dret de la Universitat de Lisboa, el 1959-1960 i el 1960-1961, i secretari general de la Reunió Inter-Associacions Acadèmiques (RIA), el 1961-1962. Va ser, en aquesta qualitat, un dels protagonistes de la Crisi acadèmica de 1962, inici d'un llarg i generalitzat moviment de contestació estudantil, sorgit de la prohibició pel govern de les commemoracions del Dia de l'Estudiant (24 de març de 1962), i que va tenir el seu auge a la Universitat de Lisboa el 1962, i a la Universitat de Coïmbra, el 1969. En aquest procés, va estar arrestat tres dies en la seqüència d'una vaga de gana a la cantina de la Universitat de Lisboa.
En el context de les lluites acadèmiques, crea, el 1962, amb João Cravinho i altres, el MAR - Moviment d'Acció Revolucionària, d'esquerra radical, on també arriba a participar Vasco Pulido Valente. El juliol d'aquest any, la PIDE va fer recerques en la seva casa, a Sintra, havent estat interrogat el setembre de 1962. A continuació, s'acostarà dels catòlics progressistes com Vasco Pulido i col·labora a O Tempo e o Modo d'António Alçada Baptista i João Bénard da Costa. Abans, va publicar articles en la Seara Nova, revista amb connotacions a l'esquerra republicana oposicionista.
L'agost de 1968, el mateix mes en que António de Oliveira Salazar sofreix una caiguda d'una cadira, coneix Álvaro Cunhal en un viatge a París, encara que es negui adherir-se al Partit Comunista Portuguès (PCP) per oposar-se a la invasió de Txecoslovàquia. Prosseguint la seva acció com opositor a la dictadura, es va presentar com a candidat, en les eleccions generals de 1969, a l'Assemblea Nacional, integrant les llistes de la Comissió Democràtica Electoral (CDE), que a Lisboa s'oposava a la CEUD (aquesta liderada per Mário Soares i amb incorporació de la Comissió Electoral Monàrquica).
Després, va desenvolupar una constant activitat política i intel·lectual, participant en els moviments de resistència a la dictadura i propugnant alhora una alternativa democràtica de matriu socialista, oberta als nous horitzons del pensament polític europeu.

### Pólvores-25 d'abril
Després del cop del 25 d'abril de 1974, va negociar l'alliberament dels presos polítics a Caxias, llançant també l'eslogan 25 d'abril sempre. El maig de 1974, va ser fundador del Moviment d'Esquerda Socialista (MES). Consta que abans fora sondat per la fundació del Partit Socialista (PS), però va rebutjar. Tot i el seu paper en la fundació del MES, va abandonar el projecte just en el primer congrés del partit, el desembre de 1974, al·legant discordància de fons amb l'orientació ideològica marxista-leninista aquí definida.
El 28 de setembre de 1974, està a les barricadas prop de Lisboa, destinades a impedir l'arribada de la població a la manifestació de suport al general António de Spínola, més coneguda com la manifestació de la majoria silenciosa. El març de 1975, sent ministre de Negocis Estrangers Melo Antunes, és nomenat secretari d'Estat de la Cooperació Externa de l'IV Govern Provisional, el tercer i penúltim de Vasco Gonçalves, que va durar fins a juliol de 1975. Va participar, en aquesta qualitat, en les negociacions per la independència de Moçambic. Va optar per no integrar els governs provisionals següents a causa de la seva proximitat amb Ernesto Melo Antunes, sent una espècie d'agent d'enllaç entre les institucions democràtiques i l'ala moderada del Moviment de les Forces Armades (MFA) i un actiu apoiant de les posicions del Grupo dos Nove. A continuació al 25 de novembre de 1975, és un dels fundadors de la Intervenció Socialista, un grup constituït per polítics i intel·lectuals que es dedica a la reflexió política, defensant una tercera via d'aliança entre el PS i el PCP.
A la semblança d'altres antics militants del MES (casos d'Eduardo Ferro Rodrigues i Augusto Mateus, per exemple), es va afiliar al Partit Socialista, el 1978, any en què la Intervenció Socialista és absorbida pel PS. Encara el 1978, va liderar la delegació portuguesa a les converses per la cooperació amb Moçambic. Així, és ja en la bancada socialista que s'estrena com diputat a l'Assemblea de la República, en la seqüència de les eleccions generals de 1979. Per designació de l'Assemblea, entre 1979 i 1984, va ser membre de la Comissió Europea pels Drets Humans, on va tenir un paper actiu. Entre 1979 i 1980, va ser membre del Secretariat Nacional del PS. Entre 1986 i 1987, va ser responsable per les Relacions Internacionals del PS i, entre 1986 i 1988, va ser president del Grup Parlamentari del PS. El març de 1988, va ser elegit membre del Consell d'Estat, òrgan consultiu del president Mário Soares, per l'Assemblea de la República, durant la legislatura 1987-1991.
A 16 de gener de 1989, en la seqüència de la dimissió de Vítor Constâncio, concorre a secretari general del PS, derrotant Jaime Gama i assumint aquestes funcions. Exerceix també les funcions de copresidente del Comitè Àfrica de la Internacional Socialista. El 1989, després de fallar a nomenar un candidat a l'alcaldia de Lisboa, assumeix ell propi la posició de cap de llista a la CML i obté aquell que serà, probablement, el fet polític més marcant en la seva carrera, al liderar una històrica col·ligació entre el PS i el PCP, a l'Ajuntament de Lisboa, en les eleccions municipals d'aquest any. Aquesta unió fa que aconsegueixi derrotar el candidat de la col·ligació PSD/CD-PP/PPM, Marcelo Rebelo de Sousa, amb 49,07% dels vots i 9 regidors (en 17), contra 42% de l'adversari. Pren possessió a 22 de gener de 1990, mantenint el càrrec de secretari general del PS, i opta per distribuir carteres als regidors de la coalició de centre-dreta, encara que només els regidors del CD i del PPM acceptin. L'èxit de la coalició dictaria que en les autàrquiques següents, el 1993, continués el projecte de coalició, ara ampliat a la Unió Democràtica Popular (UDP) i al Partit Socialista Revolucionari (PSR); el que va succeir, permetent la reelecció de Sampaio, amb 56,66% dels vots i 11 regidors (en 17), contra els 26,4% del candidat del PSD, Macário Correia. Aquest va ser el millor resultat de sempre obtingut per un candidat a la Càmera lisboeta. Per inherència de les funcions d'alcalde de Lisboa, és elegit president de la Federació Mundial de les Ciutats Unides, del Moviment Eurociutats i de la Unió de les Ciutats Capitals de Llengua Portuguesa; vicepresident de la Unió de les Ciutats Capitals Iberoamericanes; dirigent del Comitè de les Regions de la Unió Europea; i vicepresident de la Junta Metropolitana de Lisboa. Durant el seu mandat, Lisboa va ser Capital Europea de la Cultura, el 1994, i es va donar inici a la reconversió urbanística de la part oriental de la ciutat, amb vista a la realització de la Expo 98. Va ser executat el Programa Especial de Reallotjament, una iniciativa del govern cèntric, liderat per Aníbal Cavaco Silva, tenint en compte l'eliminació de les àrees urbanes de genere il·legal, i va ser aprovat, en 1994, el primer Pla Rector Municipal de la ciutat.
No obstant això, en les eleccions generals de 1991, suspèn el mandat en l'Ajuntament de Lisboa l'agost de 1991 i lidera la candidatura del PS, però és derrotat, amb 29,1% dels vots, pel PSD, liderat per Aníbal Cavaco Silva, que obté 50,6% dels vots. En aquesta seqüència, és també derrotat en el X Congrés del PS, el febrer de 1992, per António Guterres, que es presenta com a candidat a secretari general del PS i venç. Abandona així les funcions de secretari general del PS, mantenint l'alcaldia de Lisboa.

## Presidència de la República
El juliol de 1995, va anunciar la seva candidatura a la Presidència de la República, a la contra del PS, que només el recolzaria posteriorment, i dimiteix de l'alcaldia de Lisboa el novembre de 1995. Va guanyar les eleccions del 14 de gener de 1996 just en la primera volta, amb 53,83% dels vots, després dels abandonaments al seu favor de Jerónimo de Sousa (PCP) i Alberto Matos (UDP), contra Aníbal Cavaco Silva, l'anterior primer ministre, que va obtenir 46,17% dels vots.
Va prendre possessió d'aquest càrrec el 9 de març de 1996, per un mandat de cinc anys fins al 2001. Amb l'elecció de Jorge Sampaio es concreta, per primera vegada des de la Revolució dels Clavells del 25 d'abril de 1974, un escenari polític marcat per un govern i un President de la República de la mateixa família política, el que es va mantenir entre 1995 i 1999, amb el XIII Govern Constitucional, i de 1999 a 2002, amb el XIV Govern Constitucional, ambdós minoritaris i liderats per António Guterres. El 1996, va sofrir dues intervencions quirúrgiques al cor, a l'Hospital de Santa Cruz - una l'abril, en que va ser detectada una malformació cardíaca, i altra el juliol, en que va ser declarat el seu impediment temporal pel Tribunal Constitucional, sent les seves funcions assegurades pel llavors president de l'Assemblea de la República, António de Almeida Santos. El 2000, és sotmès la nova intervenció quirúrgica per retirar una hèrnia inguinal i per corregir una fibril·lació auricular. El mateix any, arriba a cancel·lar una desplaçament a Timor Oriental, la primera després del referèndum per la independència, a causa d'una pneumònia contreta durant una partida de golf, en l'illa de Coloane, a Macau.
Va aconseguir la reelecció guanyant les eleccions del 15 de gener de 2001 en la primera volta, davant del seu principal rival, el socialdemòcrata Joaquim Ferreira do Amaral.
Amb les eleccions legislatives de 2002, José Manuel Durão Barroso, del PSD, va esdevenir Primer Ministre, càrrec que va deixar el 2004 per assumir la presidència de la Comissió Europea, essent substituït per Pedro Santana Lopes. Després de cinc mesos d'inestabilitat el president Jorge Sampaio va decidir dissoldre el Parlament i convocar noves eleccions, No obstant això, el primer ministre va anunciar la dimissió del govern l'11 de desembre, en una acció sense cap efecte pràctic. Les eleccions de 2005 les va guanyar el partit socialista de José Sócrates per majoria absoluta.
Al llarg dels seus dos mandats, va utilitzar el vet polític en un total de 75 vegades, en dominis de naturalesa diversificada, de la llei de les vacants addicionals, el desembre de 1996, passant pels peatges de l'Oest, el 1998, o el casino del Parc Mayer, el 2002. Alguns dels diplomes vetats per Sampaio es van revestir de polèmica, com va ser el cas de la llei de l'acte mèdic, el setembre de 1999, de la llei dels nous municipis, el 2003, o de la llei de despenalització del consum de la droga, el 2000, que, abans de ser promulgada amb vista a la reducció de danys i reinserció social dels toxicodependents, va ser primer vetada per no haver estat auscultades les assemblees legislatives regionals, duent el PSD a exigir un referèndum sobre la matèria. La promulgació de la Llei de Programació Militar, el 2001, tot i les sospites d'inconstitucionalitat per al·legar falta de quórum de l'Assemblea de la República en el moment de la seva aprovació, es va revestir també de polèmica, havent rebut fortes crítiques.
Durant els seus mandats presidencials, va atribuir 2.374 condecoracions de les ordres honorífiques portugueses, sent el 2n president de la República, darrere de Mário Soares, a haver atribuït més condecoracions, entre les quals algunes que serien retirades als titulars en la seqüència de processos judicials. Van ser els casos de Carlos Cruz - condecorat el 2000 amb l'Ordem do l'Infante don Henrique en la seqüència de la seva condemna en el Procés Casa Pia - i d'Armando Vara - condecorat el 2005 per la seva participació en l'organització del Campionat Europeu de Futbol a Portugal amb l'Ordre de l'Infante don Henrique en la seqüència de la seva condemna en el Procés Cara Oculta. En un acte inèdit, va condecorar els membres de la banda U2, en ocasió de la seva actuació a Portugal, l'agost de 2005, amb l'Ordre de la Llibertat, per la seva dedicació a les causes humanitàries, expressament a la defensa del poble de Timor Oriental contra l'ocupació d'Indonèsia, matèria que li va merèixer atenció mentre era president de la República.
Va cessar el seu mandat presidencial a 9 de març de 2006. Les seves intervencions presidencials van ser reunides en sis volums, sota el títol Portuguesos (I, II, III, IV, V i VI), estant el seu pensament també publicat en els llibres La Festa d'Un Somni (1991), Un Mirar sobre Portugal (1995) i Quero Dir-vos (2000).
Va conviure amb quatre primers ministres diferents: António Guterres, José Manuel Durão Barroso, Pedro Santana Lopes i José Sòcrates.

### Política interna
La seva acció va privilegiar els aspectes socials i culturals. En el domini econòmic, va impulsar la creació de la COTEC Portugal i va crear, encara el 1996, un Consell Econòmic amb vista a condicionar la política econòmica i pressupostària del govern d'António Guterres, sent l'òrgan constituït per José da Silva Lopes, Miguel Bellesa, Teodora Cardoso, Fernando Teixeira dos Santos, Vítor Bento, António Nogueira Leite i Augusto Mateus.
Va ser reelegit president de la República el 14 de gener de 2001, amb 55,5% dels vots, contra els 34,7% del candidat recolzat pel PSD, Joaquim Ferreira do Amaral, per un mandat de cinc anys (2001-2006). Poc abans de la seva presa de possessió pel segon mandat, el 4 de març de 2001, va ocórrer la Tragèdia d'Entre-os-Rios, el que va determinar que les cerimònies de presa de possessió se cenyissin a l'Assemblea de la República, en respecte pel dol nacional. Fins i tot a l'any 2001, el país va viure en relativa tranquil·litat política, encara que amb la convocatòria, per primera vegada des de 1974, de dos referèndums el 1998 - un a la regionalització i altre a la despenalització de la interrupció voluntària de l'embaràs, havent vençut el 'no' en ambdós. Aquest any, la crisi financera en que Portugal va submergir va passar a dominar les atencions de bona part dels esforços de les autoritats nacionals, incloent la Presidència de la República. Encara en el seu primer mandat, en campanya per eleccions presidencials de 2001, va forçar el primer ministre, António Guterres, a promoure la dimissió del ministre de Joventut i de l'Esport, Armando Vara, en la seqüència d'irregularitats en la gestió de la Fundació per la Prevenció Viària, creada per Armando Vara mentre va ser secretari d'Estat de l'Administració Interna. Aquesta situació va fer tornar a encendre el debat entorn dels poders constitucionalment atribuïts al President de la República.
La seva presidència coneixeria moments preocupants en el segon mandat, que el van dur a prendre decisions polèmiques. Exemple d'això va ser la seva presa de posició polèmica i contrària a la del seu propi partit, pronunciant-se favorablement, sent un reconegut aficionat, a la creació d'un règim legal excepcional pels espectacles amb toros de mort, en Barrancos, amb base en la defensa del pluralisme cultural i de la compatibilització de la llei amb la tradició cultural de la regió. La legislació va ser aprovada a 11 de juliol de 2002, amb els vots a favor del PCP i de la gairebé totalitat de les bancadas del PSD i del CD-PP i amb els vots en contra del seu propi partit, el PS, així com del BE, del PEV i d'alguns diputats del PSD i del CD-PP.
Encara el 2001, en el seguiment de la derrota del PS en les eleccions municipals, quan António Guterres presenta la seva dimissió del càrrec de primer ministre, Sampaio es decideix, contra la voluntat del llavors secretari general del PS, Eduardo Ferro Rodrigues, per la convocatòria d'eleccions generals anticipades per al 17 de març de 2002, de les quals surt vencedor el Partit Social Demòcrata, dirigit per Durão Barroso, que forma el XV Govern Constitucional.
El 29 de juny de 2004, en la seqüència de la invitació que li va ser dirigida, Durão Barroso abandona el càrrec per presidir la Comissió Europea. Podent optar entre la dissolució de l'Assemblea de la República, la convocatòria d'eleccions o permetre a la mateixa majoria parlamentària formar nou Govern, decideix per la tercera opció, novament contra la voluntat del secretari general del PS, Eduardo Ferro Rodrigues, i nomina Pedro Santana Lopes com primer ministre del XVI Govern Constitucional, prenent possessió a 17 de juliol de 2004. La seva decisió va ser contestada pels partits d'esquerra i va acabar per influenciar la decisió de dimissió del llavors secretari general del Partit Socialista, Eduardo Ferro Rodrigues.
A 10 de desembre de 2004 — contrariant allò que fora la seva decisió anunciada i el compromís amb el nou primer ministre, Pedro Santana Lopes — resol dissoldre l'Assemblea de la República i, bé així, llevar el poder a la majoria formada pel PSD de Santana i el seu soci de col·ligació, el CD-PP de Paulo Portas (també membre d'aquest govern). Com a efecte, va invocar la dimissió del ministre de Joventut i de l'Esport, Henrique Chaves, que va acusar el primer ministre, Pedro Santana Lopes, de falta de lleialtat i de veritat, com senyal d'inestabilitat política de la majoria governativa. Van ser convocades eleccions generals anticipades per al 20 de febrer de 2005.
Es van obrir així les portes per l'arribada al poder de José Sòcrates, que en canvi (en eleccions internes subsegüents a la dimissió de Ferro Rodrigues) va conquerir, el 2004, el lideratge del PS contra Joan Soares i Manuel Alegre. Sòcrates va ser així el primer primer ministre socialista a governar amb majoria absoluta, després de derrotar, en aquestes legislatives de 2005, el PSD de Pedro Santana Lopes.

### Política externa
En l'escena política internacional, va ser un important contribuïdor per la presa de consciència de la causa per la independència de Timor Oriental, que és aprovada en referèndum, presidint a la seva independència el 2002 i visitant el país el 2006. El 1999, va presidir a la transferència de sobirania de Macau a la República Popular de la Xina. El 2002, va presidir entrada de circulació de l'Euro a Portugal, en substitució de l'escut. El 2003, va crear les trobades del Grup de Arraiolos, que reuneixen caps d'estat de països de la Unió Europea sense poders executius. El 2004, va presidir la realització del Campionat Europeu de Futbol a Portugal.
Nova discussió sobre els poders presidencials va sorgir quan, el 2003, en ocasió de la realització de la Cimera de les Lajes, que va validar la intervenció de la OTAN a l'Iraq, va invocar la seva qualitat de Comandant Suprem de les Forces Armades per impedir la participació de militars portuguesos en la intervenció, duent el govern, liderat per José Manuel Durão Barroso, a enviar militars de la GNR per l'efecte, encara que reivindicant per si la conducció de la política externa del país.

## Després de la Presidència de la República

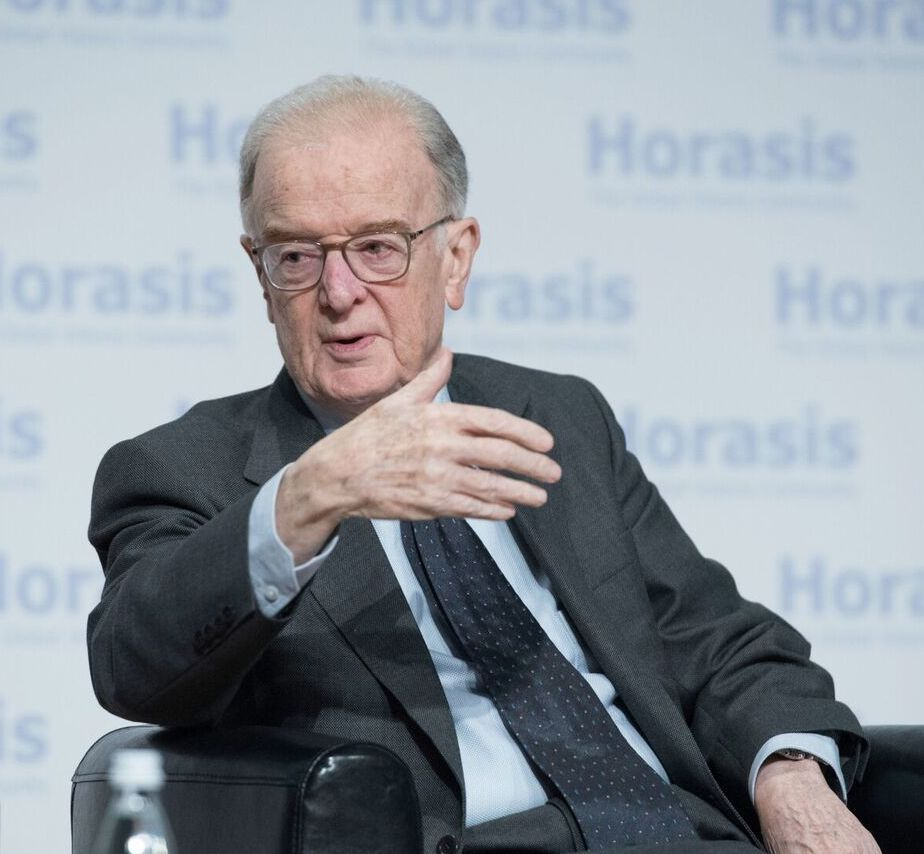
Jorge Sampaio en el Horasis Global Meeting 2018 a Cascais.

L'abril de 2006, va prendre possessió com membre del Consell d'Estat, en la qualitat d'antic President de la República. El maig de 2006, va ser nomenat pel Secretari general de l'Organització de les Nacions Unides Enviat Especial per la Lluita contra la Tuberculosi, exercint funcions fins al 2012. El 26 d'abril de 2007, va ser nomenat Alt Representant de l'ONU per l'Aliança de les Civilitzacions pel Secretari general de les Nacions Unides, Ban Ki-moon, exercint funcions fins a febrer de 2013. Encara el 2007, va ser nomenat president del Consell Consultiu de la Universitat de Lisboa.
El novembre de 2013, va fundar la Plataforma Global d'Assistència Acadèmica d'Emergència a Estudiants Siris, amb vista a promoure l'atribució de borses d'estudi de l'ensenyament superior a estudiants siris desplaçats de la guerra civil en el país. El 2016, va sofrir dues hospitalitzacions a causa d'hipertensió arterial i, el 2017, va sofrir una intervenció quirúrgica per problemes de mobilitat. El 2019, per ocasió del seu 80è aniversari, va ser homenatjat en la seu nacional del PS, en Lisboa.
En el programa Els Grans Portuguesos, va obtenir el 80è lloc.
Era membre de la Clinton Global Initiative, del Club de Madrid i de la Global Commission on Drugs Policy, així com membre del Board of Trustees de la Carnegie Corporation, de Nova York, i membre del jurat del Premi Internacional Calouste Gulbenkian.

## Mort

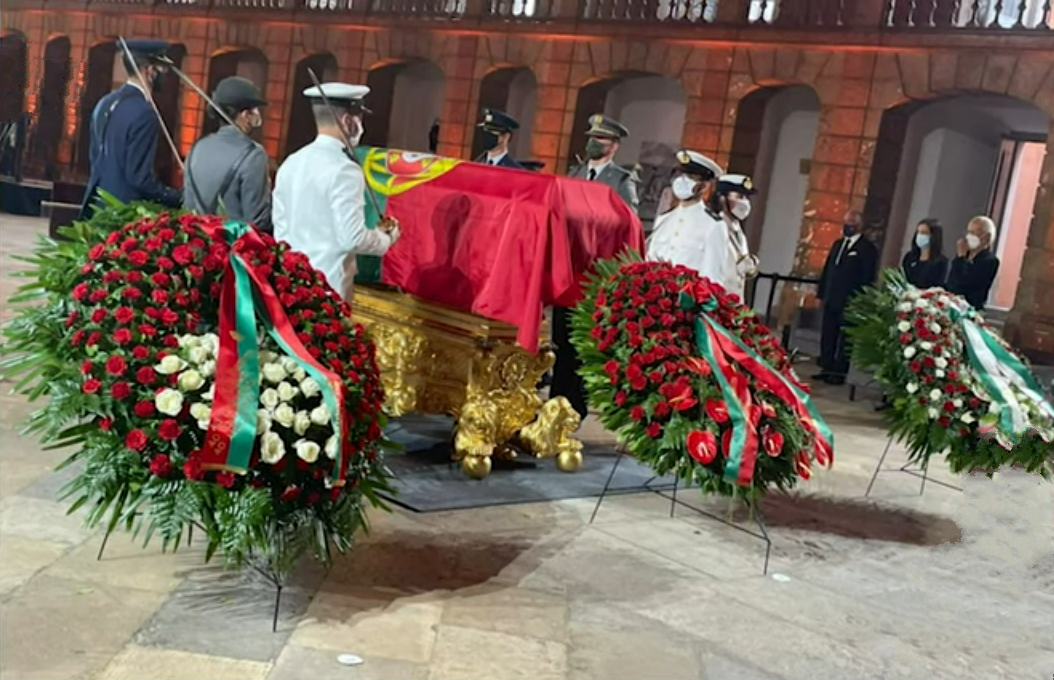
Funeral de Jorge Sampaio en l'antic Picadeiro Real del Palau de Belém.

Va morir a l'Hospital de Santa Cruz, en Carnaxide, a 10 de setembre de 2021, als 81 anys d'edat, víctima de problemes respiratoris agreujats per les seves condicions de salut preexistents, havent estat declarat dol nacional, amb funeral d'Estat. Va ser sepultat al cementiri de l'Alto de Sao Joao, en Lisboa, al jaciment de la família, creat pel besavi, Marcelino Augusto Branco.

## Relacions i descendència
- Relació amb Maria Emília Brederode Santos.[29]
- Primer casament (1967-1971) amb Karin Schmidt Dias, metgessa neuropediatra, filla d'António Jorge Dias i de la seva dona Margot Schmidt Dias, de qui es va divorciar, sense descendència.[1]
- Relació amb Joana Lopes (1971-1972).[29]
- Segons casament (1974-2021) amb Maria José Ritta, de qui va tenir dos fills:
  - Vera Ritta Branco de Sampaio, nascuda en 1975.[7]
  - André Ritta Branco de Sampaio, nascut en 1980.[7][2]

## Resultats electorals

### Eleccions generals
| Data | Partit                                                | Partit | Circulo electoral | Posició     | Cl. | Vots    | %          | +/- | Estatus   | Notes                                       |
| ---- | ----------------------------------------------------- | ------ | ----------------- | ----------- | --- | ------- | ---------- | --- | --------- | ------------------------------------------- |
| 1969 |                                                       | CDE    | Lisboa            |             | 2n  | 114 745 | 10,3 / 100 |     | No electe |                                             |
| 1979 |                                                       | PS     | Lisboa            | 4t (en 56)  | 3r  | 339 032 | 25,8 / 100 |     | Electe    |                                             |
| 1980 |                                                       | FRS    | Lisboa            | 7è (en 56)  | 2n  | 370 412 | 28,1 / 100 | 2,3 | Electe    |                                             |
| 1985 |                                                       | PS     | Lisboa            | 12è (en 56) | 4t  | 255 030 | 19,8 / 100 |     | Electe    | President del Grup Parlamentari (1986-1988) |
| 1987 |                                                       | PS     | Santarém          | 1r (en 12)  | 2n  | 57 778  | 21,7 / 100 |     | Electe    | President del Grup Parlamentari (1986-1988) |
| 1987 | Cap de l'oposició (1988-1992)Secretari general del PS | PS     | Santarém          | 1r (en 12)  | 2n  | 57 778  | 21,7 / 100 |     | Electe    |                                             |
| 1991 |                                                       | PS     | Lisboa            | 1r (en 50)  | 2n  | 365 112 | 29,7 / 100 |     | Electe    |                                             |

### Eleccions municipals

#### Ajuntaments
| Data | Partit | Partit             | Municipi | Posició    | Cl. | Vots    | %           | +/-  | Estatus | Notes             |
| ---- | ------ | ------------------ | -------- | ---------- | --- | ------- | ----------- | ---- | ------- | ----------------- |
| 1989 |        | PS-PCP-PEV-MDP/CDE | Lisboa   | 1r (en 17) | 1r  | 180 635 | 49,07 / 100 |      | Electe  | Alcalde de Lisboa |
| 1993 |        | PS-PCP-PEV-PSR-UDP | Lisboa   | 1r (en 17) | 1r  | 200 822 | 56,66 / 100 | 7,49 | Electe  | Alcalde de Lisboa |

### Eleccions Presidencials
| Data | Partits de recolzament | 1a Volta | 1a Volta  | 1a Volta    | 1a Volta | 2a Volta | 2a Volta | 2a Volta | 2a Volta | Estatus |
| Data | Partits de recolzament | Cl.      | Vots      | %           | +/-      | Cl.      | Vots     | %        | +/-      | Estatus |
| ---- | ---------------------- | -------- | --------- | ----------- | -------- | -------- | -------- | -------- | -------- | ------- |
| 1996 | PS-PCP-PEV-UDP         | 1r       | 3 035 056 | 53,91 / 100 |          |          |          |          |          | Electe  |
| 2001 | PS                     | 1r       | 2 411 453 | 55,76 / 100 | 1,85     |          |          |          |          | Electe  |